# ポケットモンスター ルビー・サファイアの登場人物
- ポケットモンスター
  -  > ポケットモンスターの登場人物 > R・S・E・Ω・αの人物
  -  > ルビー・サファイア・エメラルド > 登場人物
  -  > オメガルビー・アルファサファイア > 登場人物

ポケットモンスター ルビー・サファイアの登場人物（ポケットモンスター ルビー・サファイアのとうじょうじんぶつ）では『ポケットモンスター ルビー・サファイア・エメラルド』および『オメガルビー・アルファサファイア』における登場人物の解説をおこなう。
担当声優はメディアミックス作品での配役。テレビアニメシリーズでの配役はアニメ版ポケットモンスターの登場人物を参照。

## 主人公・町の住民
主人公
声 - 岡本信彦（男）、花澤香菜（女）〈アニメPV〉 / 三瓶由布子（ポケマス・ユウキ） / 夏目妃菜（Evolutions・ハルカ）
本作の主人公。ジョウト地方のアサギシティからミシロタウンに引っ越してきた。トウカジムリーダー・センリの息子・娘。
名前は自分で直接名前を入力する他、『ルビー・サファイア』ではあらかじめ用意された選択肢から選ぶこともできる。何も入力せずに終了したときには、自動であらかじめ用意された数十種類の名前からランダムに割り当てられる。
『エメラルド』ではコスチュームのデザインが変わり、より軽やかで涼しげな格好になった。『オメガルビー・アルファサファイア』ではオリジナル版と比較してややスポーティーなデザインに仕上がっており、後にキーストーンのついたメガバングルを装備する。
『オメガルビー・アルファサファイア』における身長は男女ともに1.52m。
なお、男主人公の頭は白髪ではなく、帽子である。
『ポケモンマスターズ』では男主人公がユウキの名前で登場し、センリの息子として扱われている。
ライバル〈ユウキ / ハルカ〉
声 - 野中藍（ポケマス・ハルカ）
オダマキ博士の息子・娘。『オメガルビー・アルファサファイア』における年齢は12歳。作中数度に渡り対戦する。姿は選ばれなかった方の主人公と同じもので、男なら「ユウキ」、女なら「ハルカ」という名前になる。
性格は男女で若干異なっており、ハルカは明るく人懐っこい性格で、主人公にも積極的。ユウキは面倒見はいいが、クールで若干不愛想な印象も見受けられる。しかし「ぬいぐるみなんて買っていない」と言いつつも自宅の部屋にチルットドールを飾るといった、少しかわいらしい一面も持っている。
かなり前からオダマキ博士の研究の手伝いをしており、トレーナー歴は長いらしい。母親曰く「旦那と一緒で落ち着きがない」とのこと。『エメラルド』では弟が登場する。
手持ちポケモンは、最終的にオオスバメ、最初のポケモンを選んだことによってホエルコ・キノココ・ドンメルの内2匹、（『エメラルド』では、トロピウス、最初のポケモンを選んだことによってペリッパー・マグマッグ・ルンパッパの内2匹に変更している）、ジュプトル・ワカシャモ・ヌマクローのうち1匹の4匹である。
『ルビー・サファイア・エメラルド』では最初に貰ったポケモンは最終進化しないが、『オメガルビー・アルファサファイア』ではジュカイン・バシャーモ・ラグラージに進化させ、新たにライチュウを手持ちに加えている。なお、最初に貰ったポケモンの性別は『ルビー・サファイア・エメラルド』では♂だが、『オメガルビー・アルファサファイア』ではユウキは♂、ハルカは♀である。
ひでんマシンなどの重要アイテムやストーリーを進めるためのアドバイスをくれたりと主人公にとっては良き先輩分。ポケナビのエントリーコールにはライバルではなく「おとなりさん」という肩書きで登録されている。
『オメガルビー・アルファサファイア』では出番が増加し、いんせきを狙うマグマ団（アクア団）からクスノキを救出するために「りゅうせいのたき」で主人公とタッグバトルをする。また、初回エンディング時にバトルがあり、このバトルではメガバングルを装備し最初のポケモンをメガシンカする。
アニメ『ポケットモンスター アドバンスジェネレーション』では、ハルカがヒロインとして登場。なお、ユウキは劇場版ポケットモンスターで冒頭の一部に何度か登場している。
『ポケモンマスターズ』ではハルカがオダマキ博士の娘として扱われている。

オダマキ博士
ミシロタウンに住むポケモン研究者で、主人公の父親・センリとは大学時代からの友人。『オメガルビー・アルファサファイア』における年齢は35歳。
研究室にこもるより、積極的にフィールドワークで研究をするタイプ。そのため、恰幅がよく白衣に半ズボン、サンダルのような履物というラフなスタイルをしている。出掛けて研究所を留守にしていることも多い。主にポケモンの分布調査をしており、ポケモン図鑑の鑑定もしてくれる。
フィールドワーク中にポケモン（『ルビー・サファイア』『オメガルビー・アルファサファイア』ではポチエナ、『エメラルド』ではジグザグマ）に襲われたところを、主人公に助けられ、そのとき貸したポケモン（キモリ・アチャモ・ミズゴロウの一匹）をお礼に譲ってくれる。
『エメラルド』ではクリア後、ホウエン図鑑のポケモンを全て捕まえ揃えることで、『オメガルビー・アルファサファイア』では「エピソードデルタ」開始直後にチコリータ・ヒノアラシ・ワニノコの一体を譲ってくれる。さらに「エピソードデルタ」をクリアするとツタージャ・ポカブ・ミジュマル、二度目の殿堂入り後にナエトル・ヒコザル・ポッチャマの一体を譲ってくれる。
ミツル
声 - 村瀬歩（ポケマス）
トウカシティに住む少年。少々気弱で病弱だが母親によると、なかなかのしっかり者らしい。『オメガルビー・アルファサファイア』における年齢は10歳。
病気の療養のために空気の澄んでいるシダケタウンのおじさんの家に引っ越すことになるが、ポケモンを連れて行きたい、とトウカシティジムに相談に来る。センリからポケモン（ジグザグマ♂）を貸り、ポケモンゲットの手伝いを頼まれた主人公の協力で最初のポケモンとしてラルトスを捕まえる。
ストーリーがすすむと、自分がどれだけ強くなったのか試すため、キンセツジムに挑戦しようとしている所、主人公と再会する。その後シダケタウンを出て旅に出る。その後は長らく音沙汰がなくなるが、やがてチャンピオンロードにて主人公と再会。自分の強さを試すため、主人公にバトルを挑む。クリア後も対戦することが可能。
『オメガルビー・アルファサファイア』では出番が増加し、旅に出た後は主人公よりも先行してジムリーダーに勝利しており、主人公がセンリに勝利したときには荷物を取るため（およびジム攻略の様子からして、主人公より先にセンリに戦いを挑んで勝利した模様）トウカシティを再び訪れて父親と会い、成長を見せた。キーストーンの付いた「メガペンダント」を身につけている。
使用ポケモンはチルタリス・ロゼリア・エネコロロ・レアコイル・サーナイト（主人公の協力で捕まえたラルトスが進化したもの）。エースポケモンはサーナイト。『オメガルビー・アルファサファイア』ではラルトスが最終的にエルレイドに進化し、メガペンダントを装備してエルレイドをメガシンカする。バトルリゾートでの再戦時はロゼリアとレアコイルがロズレイドとジバコイルに進化しており、さらにバトルリゾートでの強化後はチルタリスとエネコロロが抜け、マリルリ・ガブリアス・ファイアローが加わる。
また、バトルリゾートでは対戦するだけでなく、バトルハウスのマルチバトルのパートナーの一人として共闘することができる。
『サン・ムーン』では『オメガルビー・アルファサファイア』のミツルがバトルツリーに登場。手持ちはチルタリス、ジバコイル、ガブリアス、エルレイドで、チルタリス、ガブリアス、エルレイドのうちいずれかをメガシンカさせてくる場合がある。
ハギ老人
トウカシティの外れにキャモメの「ピーコちゃん」と住んでいる。『オメガルビー・アルファサファイア』における年齢は72歳。昔は凄腕の船乗りだった。「カナシダトンネル」までよく散歩しているらしい。
終盤ではカイナシティの造船所で「タイドリップ号」の建設に携わる。後に「タイドリップ号」の名誉船長に就任する。
『オメガルビー・アルファサファイア』では四天王のゲンジとは旧知の仲であることが判明している。
『ルビー・サファイア』では汎用グラフィックだったが、『オメガルビー・アルファサファイア』では固有の人物グラフィックが当てられている。
ツワブキ・ムクゲ
デボンコーポレーションの社長。ダイゴの父親。『オメガルビー・アルファサファイア』における年齢は52歳。主人公にポケナビをくれる。珍しい石を集めるのが趣味で、社長室には彼のコレクションが飾られている。
『ルビー・サファイア』では汎用グラフィックだったが、『オメガルビー・アルファサファイア』では固有の人物グラフィックが当てられている。
『オメガルビー・アルファサファイア』では、デボンコーポレーションは彼の祖父がかつての社長であり、その祖父がカロス地方（『X・Y』の舞台）のAZが3000年前に開発した「最終兵器（元は死んだポケモンを蘇生させる装置）」のエネルギーがポケモンの生体エネルギーであることを知り、そのシステムを平和的に応用したエネルギー資源を作れないかと取り組んで「∞（むげんだい）エナジー」の開発に成功、それによってデボンコーポレーションがホウエン地方一の大企業になり、その後を継いで社長になったという設定が加わった。
ツガ
連絡船「タイドリップ号」の設計者。カイナシティの造船所で船の設計をしているが、船舶や海洋についてはプロではないらしく、いつも設計に悩んでいる。
『オメガルビー・アルファサファイア』では、かつてホウエン地方に存在した企業「ダイキンセツグループ」の社員および社の所有していたエネルギー調査船「シーキンセツ（原作版における捨てられ船）」の乗組員で、ダイキンセツ倒産後に他の社員らと共にクスノキの計らいで造船所に再就職したという設定が追加された。社員がシーキンセツに残した日記によると、社では汚れ役を強いられていたらしい。
クスノキ
海の博物館の館長であり、潜水艇の艦長でもある。人柄が良く、人々から慕われている。『オメガルビー・アルファサファイア』における年齢は57歳。
『オメガルビー・アルファサファイア』では、ダイキンセツグループ倒産後にツガたち失職した社員を造船所にスカウトしたことが触れられている。また、『ルビー・サファイア』では汎用グラフィックだったが、『オメガルビー・アルファサファイア』では固有の人物グラフィックが当てられている。
カラクリ大王
110番道路にある「カラクリやしき」のオーナー。家のどこかに隠れて挑戦者を待ち構えている。
本名正体ともに不明で、自らを「ホウエン地方最大の謎多き人物」と言うほど。毎回徹夜をして一人でカラクリを作っているらしい。かなりの自信家で、カラクリやしき突破に必要な合言葉として、自分を褒め称えるような言葉を使っている。全てクリアすると自分を極めるため旅に出る。
マユミ
ポケモンボックスの管理者。カントー地方のマサキやニシキと知り合い。マサキの作ったポケモン転送システムを使いやすく改良した人物であり、『ハートゴールド・ソウルシルバー』ではマサキが主人公に対してそのことを褒めちぎっていた。
ハジツゲタウンの外れに住んでいて、訪ねるとぬいぐるみがもらえる。部屋の整理整頓が苦手で、部屋には資料などが山積みになっている。『ポケモンボックス ルビー&サファイア』、『ポケモンバンク』の管理者のアズサは姉である。
『ルビー・サファイア』では汎用グラフィックだったが、『オメガルビー・アルファサファイア』では固有の人物グラフィックが当てられている。
ソライシ博士 / ソライシ・タカオ
声 - 飛田展男（ジェネレーションズ）
隕石の研究で有名な教授。『オメガルビー・アルファサファイア』における年齢は40歳。マグマ団/アクア団に唆されて「りゅうせいのたき」に落下した隕石を発掘するが、掘り出した隕石をマグマ団/アクア団に奪われてしまう。助手らしき女性と一緒に暮らしている。隕石を取り返すと「おんがえし」 のわざマシンをくれる。
『オメガルビー・アルファサファイア』では、父親がダイキンセツグループの社員およびシーキンセツの乗組員であったという設定が追加され、シーキンセツに残された父親宛ての手紙から本名は「ソライシ・タカオ」であることが明らかとなった。手紙からは、幼い頃から天文学好きであったことが分かる。他の研究員のグラフィックと異なって髪は灰色。
ミチル
ミツルの引っ越し先の家に住むいとこ。カナズミシティに彼氏がいるが、シダケタウンとカナズミシティの間には山があり、カナシダトンネルが開通していないためなかなか彼氏に会えないでいた。その後、主人公の助力でカナシダトンネルが開通し、彼氏と再会を果たす。
『オメガルビー・アルファサファイア』ではトンネル開通後にとあるポケモンのメガストーンをくれる。
おくりび山の老夫婦
おくりび山の頂上で伝説のポケモンの怒りを静めた2つの宝玉を護っている老夫婦。四天王・フヨウは孫娘である。
『オメガルビー・アルファサファイア』ではエピソードデルタ後にお婆さんがいなくなり、お爺さん1人になっている。
キリ
ルネシティに住む少女。話しかけると主人公にきのみをくれる。
モデルは『ルビー・サファイア』発売直前に産まれた、同作ディレクター増田順一の娘であり、メッセージも全て増田順一が願いを込めて書いたもの。
エニシダ
『エメラルド』に登場。サングラスにアロハシャツという怪しげな格好をした中年男性。ポケモンバトルを中心としたテーマパーク「バトルフロンティア」のオーナーでもある。神出鬼没で主人公が行く所には必ずと言っていいほど現れる。
『オメガルビー・アルファサファイア』ではバトルフロンティアが開発予定段階のため未登場だが、彼の部下がバトルハウスでフロンティアブレーン候補となりそうなトレーナーを調査している。
ギリー
『オメガルビー・アルファサファイア』に登場。「ひみつきちマスター」で、世界中を旅している冒険家の男性。イッシュ地方出身で、現在はホウエン地方に滞在している。行動力に満ち溢れている。25歳。
ホウエン地方のひみつきちの文化を気に入っており、旅をしている主人公にも、ひみつきちについてナビゲートする。バトルすることも可能で、手持ちポケモンはフライゴン。
ルチア
声 - 夏川椎菜（ポケマス）
『オメガルビー・アルファサファイア』に登場。ホウエン地方No.1のコンテストアイドルで、パートナーのチルルというニックネームのチルタリスとのユニットで活躍している。天才肌であるものの、努力を惜しまない。青色を基調としたアイドル衣装を身に纏っている。
主人公にポケモンコンテストの才能があることを見抜きスカウトして、コンテストパスやポロックケース、衣装をくれる。カチューシャにキーストーンが付いている。ファンはルッチーと呼んでいる。
コンテストのマスターランクの「うつくしさ」部門にも時々出没する。実はミクリの姪っ子であり（ミクリの姉の娘）、彼のことを「おじさま」と呼ぶ。
ソライシ・ライゾウ
『オメガルビー・アルファサファイア』に登場。ソライシ博士の父親で、元シーキンセツの乗組員。ゲーム本編では子供時代のソライシ博士が彼に宛てた手紙でその存在が語られるのみであるが、キンセツシティにいるシーキンセツの乗組員だった男性から彼がかつて不祥事を起こしたライゾウと思われる部下を解雇したという話を聞ける（ライゾウは実際にシンオウ地方のクロガネ炭鉱から寄贈されたかなめいしを紛失するという不祥事を起こしている）。カイナシティの造船所にいるシーキンセツの元乗組員・ハンノキによれば現在は何らかの形で出世しているらしく、シーキンセツ最深部に現れた老人が「ライゾウのオジキ」と呼ばれていることから現在は裏社会に身を落としていることがうかがえる。
ヒガナ
声 - 愛美（ポケマス） / 佐倉綾音（Evolutions）
『オメガルビー・アルファサファイア』に登場。「エピソードデルタ」の中心人物。流星の民の末裔。シガナというニックネームのゴニョニョを連れている。
「エピソードデルタ」冒頭でミシロタウンを訪れ、主人公に出会う。古くから伝承されていた巨大隕石の襲来に備えてレックウザを召喚するために行動している。超古代ポケモンを復活させる方法をマグマ団/アクア団に教えたが、超古代ポケモンが主人公によって鎮められたため、やむなくトレーナーからキーストーンを集めていた。
「エピソードデルタ」終盤、集めたキーストーンを使いレックウザの召喚に成功するが、レックウザの力が弱まっておりメガシンカには至らなかった。その後、主人公が持つ隕石を取り込むことで力を取り戻したレックウザにメガシンカするための技「ガリョウテンセイ」を教え、隕石の破壊を主人公に託す。主人公が隕石を破壊した後、主人公に感謝の手紙を残して姿を消した。
超古代ポケモン復活による被害をやむを得ない犠牲と割り切っていたり、トクサネ宇宙センターの隕石転送計画を「隕石の転送先が、隕石の衝突を防ぐ術を持たない並行世界だったらどうするのか」と主張して阻止したりするなど身勝手ともいえる言動が目立つが、これは伝承者としての膨大な責務を一人で背負い込んだ結果であり、自身の計画が頓挫した際にはなすすべなく愕然とするなど、精神的なもろさも垣間見える。
ドラゴンタイプの使い手で、右足首にキーストーンの付いた「メガアンクレット」を装着しており、使用ポケモンは1回目がガチゴラス・チルタリス・ボーマンダ。「空の柱」での戦闘時はヌメルゴンとオンバーンが加わり、ボーマンダをメガシンカさせる。
ハンサム
声 - 北島善紀（ポケマス）
『オメガルビー・アルファサファイア』に登場。『プラチナ』から登場している国際警察の刑事。本作では経緯は不明だが海を漂流していたショックで記憶を失い、バトルリゾートの砂浜に打ち上げられていたところを主人公に発見される。その後バトルリゾートの民家で話しかけるとタブンネナイトをくれる。

## ポケモンリーグ関係者

### ジムリーダー
ツツジ
声 - 喜多村英梨（アニメPV） / 後藤麻衣（ポケマス）
カナズミジムリーダー。いわタイプポケモンの使い手。キャッチコピーは「岩にときめく優等生」。ポケナビのエントリーコールでは「岩の優等生」と評されている。
使用ポケモンは『ルビー・サファイア』『オメガルビー・アルファサファイア』ではイシツブテ・ノズパス、『エメラルド』ではイシツブテが1体加わっている。『エメラルド』でのポケナビのエントリーコールでの再戦では、イシツブテがゴローニャに進化し、最終的にプテラ・オムスター・カブトプス・ハガネールが加わっている。また、使用ポケモンの性別が全て♂に変わっている。エースポケモンはノズパス。
勝利するとストーンバッジと、「がんせきふうじ」のわざマシンをもらえる。
お団子のような髪型にタイツが特徴の女性。カナズミシティのトレーナーズスクールで得た知識を生かすためにジムリーダーになった。スクールでの立場は『ルビー・サファイア・エメラルド』では明らかになっていないが、『オメガルビー・アルファサファイア』では生徒。
論理的な思考の持ち主で、礼儀正しいお嬢様のような話し方をする。同じくジムリーダーのトウキとは交流がある様子。
『オメガルビー・アルファサファイア』では化石好きであることが判明し、化石マニアの家でバッジを譲ってでも化石をねだるという様子が見られる。チャンピオンのダイゴとは「石友」らしい。
トウキ
声 - KENN（ポケマス）
ムロジムリーダー。かくとうタイプポケモンの使い手。キャッチコピーは「格闘ビッグウェーブ」。ポケナビのエントリーコールでは「ビッグなウェーブ」と評されている。
使用ポケモンは『ルビー・サファイア』『オメガルビー・アルファサファイア』ではワンリキー・マクノシタ、『エメラルド』ではこれにアサナンが加わっている。『エメラルド』でのポケナビのエントリーコールでの再戦では、ワンリキー・アサナン、マクノシタがカイリキー・チャーレム・ハリテヤマに進化し、最終的にサワムラー・エビワラー・カポエラーが加わっている。エースポケモンはマクノシタ（ハリテヤマ）。
勝利するとナックルバッジと、「ビルドアップ」のわざマシンをもらえる。
逆立った水色の髪が特徴の男性。カントー地方出身で、カントーリーグ四天王のシバとは共に修行をした仲。趣味はサーフィンで、ムロの人々にとって憧れの存在である。サッパリとした穏やかな性格で、物事を海の波に例えることがある。暗い「いしのどうくつ」で日々修行をしている様子。
『オメガルビー・アルファサファイア』では容姿が変わり、肌が黒くサングラスとナックルグローブを着けている。
テッセン
キンセツジムリーダー。でんきタイプポケモンの使い手。キャッチコピーは「あっかるい電撃オヤジ」。ポケナビのエントリーコールでは「電撃オヤジ」と評されている。
使用ポケモンは『ルビー・サファイア』『オメガルビー・アルファサファイア』ではビリリダマ・コイル・レアコイルで、『エメラルド』ではコイルに代わってラクライ・ライボルトが加わる。『エメラルド』でのポケナビのエントリーコールでの再戦では、ビリリダマがマルマインに進化し、最終的にエレブー・ライチュウ・デンリュウが加わっている。エースポケモンは『ルビー・サファイア』『オメガルビー・アルファサファイア』ではレアコイル、『エメラルド』ではライボルト。
勝利するとダイナモバッジと、『ルビー・サファイア・エメラルド』では「でんげきは」、『オメガルビー・アルファサファイア』では「ボルトチェンジ」のわざマシンをもらえる。条件を満たしてキンセツシティに行くと、彼からある頼み事をされ、クリアすると「10まんボルト」のわざマシンをもらえる。
繋ぎの服を着た初老の太った男性。「健康の秘訣はとにかく笑う事」と言っているだけに、笑い方が豪快。いろんな人が集まる町で生まれ育ったので、社交的な性格で人と話しているだけで、嬉しくなってしまうらしい。ジムの仕掛けを考えることが趣味。
『オメガルビー・アルファサファイア』ではキンセツシティの設定変更に伴って彼の過去が設定された。元々はキンセツシティ周辺を再開発していたホウエン地方の企業「ダイキンセツグループ」の一員で、キンセツシティの整備開発およびその近くに建造しようとしていたジオフロント「ニューキンセツ」開発の責任者だったが、ニューキンセツ開発がポケモンたちに悪影響を与えることが明らかとなったことから開発中止を決めて、その結果としてダイキンセツグループ倒産のきっかけを作った人物でもあるという設定となった。ダイキンセツ倒産後も、キンセツシティの整備と放棄されたニューキンセツの監視を続け、それが一段落したことで余暇としてジムリーダーを始めた。キンセツシティのマンションに住んでおり、若い妻が同居している（年の差婚）。容姿はサンダルにアロハシャツとより涼しげになっている。
『ブラック2・ホワイト2』のPWTでは、同じく電気タイプ使いでジムの改造が趣味のシンオウジムリーダー・デンジと話してみたいと言っていた。
アスナ
声 - 社本悠（ポケマス）
フエンジムリーダー。ほのおタイプポケモンの使い手。キャッチコピーは「やけどしそうな情熱の人」。ポケナビのエントリーコールでは「情熱の人」と評されている。
使用ポケモンは『ルビー・サファイア』ではマグマッグ2匹・コータス、『エメラルド』ではマグマッグ1匹が外れ、ドンメル・バクーダ、『オメガルビー・アルファサファイア』ではドンメルが加わっている。『エメラルド』でのポケナビのエントリーコールでの再戦では、マグマッグがマグカルゴに進化し、ドンメルに代わり、最終的にウインディ・ギャロップ・ヘルガーが加わっている。また、使用ポケモンの性別が全て♂に変わっている。エースポケモンはコータス。
『エメラルド』ではアイテムのしろいハーブを駆使して、強力な技「オーバヒート」を多用する戦法を取る。勝利するとヒートバッジと、「オーバーヒート」のわざマシンをもらえる。
一つに縛った赤髪とへそ出しルックが特徴の女性。祖父はかつて四天王の一人だったらしい（どの地方でいつ頃活躍していたかなど、詳細は不明である）。新米のジムリーダーのため、どのような態度（キャラ）でいくか決めかねており、主人公に対しても初対面の際は威厳のある人物を装っていた。実際の彼女は素直で礼儀正しい性格であり、勝利後は本来の性格で接している。
同じくジムリーダーのナギとは親しい間柄のようで、彼女のことを「ナギちゃん」と呼んでいる。一日の疲れをとるために町の温泉に入っているらしい。
『オメガルビー・アルファサファイア』では前結びシャツに赤いチューブトップを着けた格好になっている。
センリ
声 - 杉田智和（ポケマス）
トウカジムリーダー。主人公の父親。ノーマルタイプポケモンの使い手。キャッチコピーは「強さを追い求める男」。ポケナビのエントリーコールでは「強くて頼もしいパパ」と評されている。
使用ポケモンは『ルビー・サファイア』『オメガルビー・アルファサファイア』ではケッキング2匹・ヤルキモノ、『エメラルド』ではケッキング1匹が外れ、パッチール・マッスグマが加わっている。『エメラルド』でポケナビのエントリーコールでの再戦では、ヤルキモノがケッキングに進化し、最終的にガルーラ・ケンタロス・ハピナスが加わっている。エースポケモンはケッキング。
ストーリー上最初に会えるジムリーダーだが、一人前のトレーナーとなってから戦いたい、として4つのジムバッジを手に入れるまでは挑戦できない。勝利するとバランスバッジと、『ルビー・サファイア・エメラルド』では「からげんき」、『オメガルビー・アルファサファイア』では「かたきうち」のわざマシンをもらえる。ジム戦後、唯一ジムトレーナーの台詞が変わる。
ジャージのような服装をした男性。オダマキ博士とは大学時代から親しい間柄で、主人公のことは彼も知っていた。トウカシティの住民によると「トウカジムの新しいジムリーダーで、ジョウトに住む家族をホウエンに呼び寄せた」らしい（『ブラック2・ホワイト2』ではアサギシティから来たことが分かる）。
毎日ジムへは自宅から徒歩で通っており、殿堂入り後は一時家に帰って来て主人公にチケットを渡す。主人公と対戦することを夢見ており、主人公に敗北してからは、日々の修行が厳しくなったらしい。
ナギ
声 - 岡嶋妙（ポケマス）
ヒワマキジムリーダー。ひこうタイプポケモンの使い手。キャッチコピーは「世界に羽ばたく鳥つかい」。ポケナビのエントリーコールでは「世界の鳥つかい」と評されている。
使用ポケモンは『ルビー・サファイア』『オメガルビー・アルファサファイア』ではオオスバメ・ペリッパー・エアームド・チルタリス、『エメラルド』ではオオスバメに代わってチルット・トロピウスが加わる。『エメラルド』でのポケナビのエントリーコールでの再戦では、最終的にヨルノズク・カイリューが加わっている。また、使用ポケモンの性別が全て♂に変わっている。エースポケモンはチルタリス。
勝利するとフェザーバッジと、『ルビー・サファイア・エメラルド』では「つばめがえし」、『オメガルビー・アルファサファイア』では「はねやすめ」のわざマシンをもらえる。
鳥の羽を連想させる髪型で、飛行士のような格好をした女性。その実力とルックスから、男性ジムトレーナーからの人気が非常に高く、彼女がいるからこそ、ヒワマキの人は安心して暮らせるらしい。スピードを活かした戦法を好み、風の流れを読むのが得意。肩書き通り鳥ポケモンには拘りを持っており、自然と一体になって暮らすことが一番だと思っている。
『オメガルビー・アルファサファイア』では時々キンセツシティの屋上で風を感じている様子がなされている。容姿はゴーグルを着用している他、手袋のデザインが異なっている。
『ブラック2・ホワイト2』のPWTでは、同じく飛行タイプ使いの女性のイッシュジムリーダー・フウロに、対抗意識を燃やされているような描写がある。
フウとラン
声 - 名賀亜美 → 緒方佑奈（フウ）、亀谷理子（ラン）〈ポケマス〉
トクサネジムリーダー。エスパータイプポケモンの使い手。キャッチコピーは「神秘のコンビネーション」。双子（兄妹か姉弟かは不明）であり、戦闘はダブルバトルとなる。ポケナビのエントリーコールでは「神秘的なコンビ」と評されている。
使用ポケモンは『ルビー・サファイア』『オメガルビー・アルファサファイア』ではソルロック・ルナトーン、『エメラルド』ではこれにネンドール・ネイティオが加わる。『エメラルド』でのポケナビのエントリーコールの再戦では、最終的にスリーパー・ヤドキングが加わっている。エースポケモンはソルロック・ルナトーン。
ジムリーダーの中で唯一2人1組、初戦からダブルバトルである。『エメラルド』では唯一ジムの仕掛けが変わっており、特性「ふゆう」を駆使して、技「じしん」で相手のみの全体攻撃を狙う戦法を取る。勝利するとマインドバッジと、「めいそう」のわざマシンをもらえる。
チャイナ服で古代人のような格好をした子供で、男の子がフウ、女の子がラン。「2人で1人」と言われるだけあって以心伝心であり、会話のときでも1つの文章を2人で交互に喋る。自分たち自身も超能力を持っている様子。
親でも見分けがつかなくなることがあるらしい。強いトレーナーとしてエニシダに知られていた。
『オメガルビー・アルファサファイア』では頭身が原作と比較してやや低くなっている。
ミクリ
声 - 桑野晃輔（ポケマス）
『ルビー・サファイア』『オメガルビー・アルファサファイア』でのルネジムリーダー。『エメラルド』ではチャンピオンとして登場する。みずタイプポケモンの使い手。キャッチコピーは「水のイリュージョニスト」。
『ルビー・サファイア』『オメガルビー・アルファサファイア』での使用ポケモンはラブカス・トドグラー・アズマオウ・ナマズン・ミロカロス。『オメガルビー・アルファサファイア』では性別の固定がされなくなっている。エースポケモンはミロカロス。勝利するとレインバッジと、『ルビー・サファイア』では「みずのはどう」のわざマシン、『オメガルビー・アルファサファイア』では「たきのぼり」のひでんマシンをもらえる。ジム戦勝利の報酬でひでんマシンが入手できるのはミクリが初であり、現在唯一の例である。
『エメラルド』や『オメガルビー・アルファサファイア』のエピソードデルタでの使用ポケモンはホエルオー・ドククラゲ・ルンパッパ・ギャラドス・ナマズン・ミロカロス。エースポケモンはミロカロス。『エメラルド』での対戦BGMは『ルビー・サファイア』のダイゴの曲と同様。
特徴的な衣装をした青年。華麗な戦い方から「水のアーティスト」とも呼ばれ、特に女性から人気がありファンクラブがあるほど。ジムにいるトレーナーは全員女性で、その年齢層も幅広い。ダイゴとは友人の関係である。元ポケモンコンテスト出場者で、姪のルチアのコンテストでの師匠でもある。ナルシストな所がある。
『エメラルド』ではレックウザの居場所を主人公に聞き、「そらのはしら」に訪れるイベントが追加されている。
『オメガルビー・アルファサファイア』では姪のルチアと共にポケモンコンテストの「うつくしさ」部門のマスターランクに時々出没する。使用ポケモンはミロカロス。容姿は腰の辺りが露出した過激な服装になっている。
アダン
『エメラルド』におけるルネジムリーダー。ミクリの師匠であり、彼と同じくみずタイプポケモンの使い手。キャッチコピーは「水も滴るダンディズム」。ポケナビのエントリーコールでは「魅惑のダンディ」と評されている。
『オメガルビー・アルファサファイア』ではミクリがジムリーダーになっているため登場しないが、ルチアの発言で名前は出てくる。
使用ポケモンはラブカス・ナマズン・シザリガー・トドグラー・キングドラ。ポケナビのエントリーコールでの再戦では、ラブカスが外れ、トドグラーがトドゼルガに進化し、最終的にラプラス・ニョロトノが加わっている。エースポケモンはキングドラ。
『エメラルド』では勝利するとレインバッジと、「みずのはどう」のわざマシンをもらえる。
口髭のある紳士的な風貌の男性で、外国語（フランス語）交じりの日本語で話す。勝利すると自分の服を主人公に貸そうとするという、ジョーク好きな一面がある。ミクリ同様戦いに華麗さを求める人物で、こちらはダンディさからマダムのファンが多い。本人曰く「美しい女性の声援がパワーの源」らしい。

### 四天王・チャンピオン
カゲツ
声 - 梶川翔平（ポケマス）
ポケモンリーグ一人目の四天王。あくタイプポケモンの使い手。
使用ポケモンは『ルビー・サファイア』『オメガルビー・アルファサファイア』ではグラエナ・ノクタス・ダーテング・サメハダー・アブソル、『エメラルド』ではサメハダーに代わってシザリガーが加わる。『オメガルビー・アルファサファイア』の強化後ではグラエナとノクタスが抜けてズルズキン・バルジーナ・ゾロアークが加わり、アブソルをメガシンカさせてくる。エースポケモンはアブソル。
モヒカンのような髪型をしている男性。見た目とは裏腹に人当たりの良い性格だが、ポケナビの自己紹介によれば、昔は不良だったらしい。相手に勝つか負けるかよりも、どう勝負を楽しめるかを大事にしている様子。防御よりも攻撃重視の戦法をとる。
『オメガルビー・アルファサファイア』ではバトルハウスに入り浸っているダイゴを迎えにバトルリゾートに来ている。
フヨウ
声 - 渕上舞（ポケマス）
ポケモンリーグ二人目の四天王。ゴーストタイプポケモンの使い手。
使用ポケモンはサマヨール2匹・ジュペッタ2匹・ヤミラミ。『オメガルビー・アルファサファイア』ではサマヨールの1体がヨノワールに進化している。『オメガルビー・アルファサファイア』の強化後ではサマヨールとジュペッタ1匹が抜けてフワライド・ムウマージ・シャンデラが加わり、ヤミラミをメガシンカさせてくる。エースポケモンは『ルビー・サファイア・エメラルド』ではサマヨール、『オメガルビー・アルファサファイア』では初戦がヨノワール、再戦時はメガヤミラミ。
南国的雰囲気を醸し出している少女。ハイビスカスのような髪飾りをした黒い短髪と日焼けした肌が特徴的で、衣服は青のチューブトップにパレオのみの水着姿という、非常に露出度の高い格好をしている。
おくりびやまの老夫婦の孫娘で、幼い頃からおくりびやまで修行をしていたため、ゴーストタイプのポケモンと心を通わせることができる。ポケナビの自己紹介によると、おばあちゃんっ子のようである。
ポケモントレーナーとしてまだ修行が必要だと考えているが、ゴーストタイプのポケモンと意思の疎通ができることを誇りに思っている。陽気な性格だが、相手を惑わせる戦いを得意とする。
『オメガルビー・アルファサファイア』ではエピソードデルタ後、おくりび山に墓参りに来ている。
プリム
声 - 木下紗華（ポケマス）
ポケモンリーグ三人目の四天王。こおりタイプポケモンの使い手。
使用ポケモンはオニゴーリ2匹・トドグラー2匹・トドゼルガ。『オメガルビー・アルファサファイア』ではトドグラー2匹が外れ、ユキメノコ2匹が加わっている。また、ポケモンの性別も均等になっている。『オメガルビー・アルファサファイア』の強化後ではオニゴーリとユキメノコが1匹ずつ抜けてユキノオー・バイバニラ・ツンベアーが加わり、オニゴーリをメガシンカさせてくる。エースポケモンはトドゼルガで、『オメガルビー・アルファサファイア』の再戦時はメガオニゴーリ。
上品な格好と話し方が特徴の女性。別の地方からやってきたが（出身地は不明）、自身のこおりポケモンを鍛えるため、暖かい気候のホウエン地方にきたらしい。ヤワな挑戦者ばかりだったため、本気で渡り合うことのできるトレーナーを求めており、戦闘前に主人公を挑発してくる。
『オメガルビー・アルファサファイア』では「キンセツキッチン」でちゃんぽんを汗だくになって食べるといった一面を発見されている。
ゲンジ
声 - 佐藤正治（ポケマス）
ポケモンリーグ四人目の四天王。ドラゴンタイプポケモンの使い手。
使用ポケモンは『ルビー・サファイア』ではコモルー・フライゴン2匹・チルタリス・ボーマンダ、『エメラルド』ではフライゴンのうち1匹をキングドラに代えている。『オメガルビー・アルファサファイア』ではコモルーが外れ、キングドラが加わっている。『オメガルビー・アルファサファイア』の強化後ではフライゴンが1匹抜けてオノノクスとドラミドロが加わり、ボーマンダをメガシンカさせてくる。エースポケモンはボーマンダ。
海賊のキャプテンのような格好をしている老人。以前ポケモンに命を救われたことがあり、現在の職についている。高い能力のドラゴンポケモンで攻める戦法を得意としている。
ポケモンリーグに対して人一倍強いプライドと思いを持っており、「本気で勝負を楽しむならバトルフロンティアよりもポケモンリーグだ」と主人公に語っている。
『オメガルビー・アルファサファイア』ではハギ老人とは旧知の仲であることが判明している。
ダイゴ
声 - 石田彰（アニメPV） / 前野智昭（ポケマス）
ポケモンリーグチャンピオン（『ルビー・サファイア』『オメガルビー・アルファサファイア』）。デボンコーポレーション社長・ツワブキ・ムクゲの息子。はがねタイプと化石ポケモンの使い手。ポケナビのエントリーコールでは「意志が固い人」と呼ばれる。『オメガルビー・アルファサファイア』における年齢は25歳。
使用ポケモンはエアームド・ネンドール・ボスゴドラ・ユレイドル・アーマルド・メタグロス。『オメガルビー・アルファサファイア』ではメタグロスをメガシンカさせて来る。強化後ではユレイドルとアーマルドが抜けてプテラとメレシーが加わっている。エースポケモンはメタグロス。
『エメラルド』では何らかの理由でチャンピオンがミクリに変わっているが、殿堂入り後にりゅうせいのたきの奥で対戦することができる。使用ポケモンは『ルビー・サファイア』から全体のレベルが20上がって全ポケモンのレベルが75以上となり、『ルビー・サファイア・エメラルド』のシリーズでは最高レベルである。
水色の髪でスーツを着た青年。主人公の成長に注目しており、ストーリー各所で手助けをしてくれ、マグマ団・アクア団の調査も行っている。『エメラルド』では主人公への手助けが増え、彼とタッグバトルでマグマ団と戦うイベントもある。
真面目な性格で、御曹司であることをひけらかさず（むしろ信頼した相手以外には隠そうとする場面が多い）、年長者として常に毅然とした態度を見せトクサネシティの住人からも人気があるが、トレーナーチェッカーのコメントでは実はかなりの自信家であることを窺わせている。父と同じく珍しい石を集めるのが趣味。はがねタイプポケモンには相当拘りがあるようで、はがねタイプポケモンについて熱く語る一面もある。トクサネシティに家がある。
『プラチナ』では直接の登場は無いものの、ハンサムの聞き込みから、ホウエン地方のチャンピオンがホテルグランドレイクに泊まったことがあるという話が聞けたり、リゾートエリアで彼と思しき人物が珍しい石を探すために別荘を借りて滞在していた形跡がある。また、『ブラック・ホワイト』ではサザナミタウンにいるホウエン地方出身の女性が彼について言及する。
『ハートゴールド・ソウルシルバー』ではダイゴ本人が登場し、カントー地方に現れたラティオス（ラティアス）の調査のためやってくる（時々「ニビはくぶつかん」にも訪れる）。最初にクチバシティで会うことになる。その際、かつて自分を苦しめたトレーナーたちと同じ目をしていたため、『ハートゴールド・ソウルシルバー』の主人公と過去に会ったことがあると勘違いした。主人公の名前を聞こうとするも、楽しみが減るとして、あえて聞かずにホウエン地方へと去った。ホウエンリーグのチャンピオンであるが、長い間留守にしていたらしい。一定の条件を満たすと、シルフカンパニー社屋でキモリ・アチャモ・ミズゴロウのどれかをもらうことと、フォレトスと交換で（フォレトスはホウエン地方に生息していないはがねポケモンである）彼からダンバルをもらうことができる。なお、シルフカンパニーは、父のデボンコーポレーションとほぼ同業務の会社で、そこで父と連絡を取っている描写がある。
『オメガルビー・アルファサファイア』ではキーストーンがついたラペルピン（「メガラペルピン」と呼ばれる）を身に付けている。メガシンカの謎について調べている。
ミクリ
ポケモンリーグチャンピオン（『エメラルド』）。ジムリーダーの項を参照。

## バトル施設リーダー

### フロンティアブレーン
『エメラルド』に登場。バトルフロンティアで挑戦者を待つ7人のトレーナー。一部の者の手持ちポケモンの中には、伝説のポケモンを持つ。アニメ版ではカントー地方のバトルフロンティアのフロンティアブレーンという設定になっている。
『オメガルビー・アルファサファイア』ではバトル施設はバトルハウスに統一されたので登場しない。
リラ
「才能」を試されるバトルタワーのブレーン「タワータイクーン」。
特に愛用するポケモンはカビゴン。その他に能力が高いフーディンやエンテイ・ライコウ・ラティオスといった伝説のポケモンを使用する。勝利するとアビリティシンボルをもらえる（1回目に銀、2回目に金。以下同様）。
中性的な容姿の少女で、一人称は「ぼく」。自分が魅力を感じるようなトレーナーがいないことに退屈しており、いつか自分が手加減せずに戦えるような挑戦者が来ることを待ち望んでいる。能力を上げる技を多用する。バトルタワーのスタッフからは「主人」と呼ばれている。
『サン・ムーン』では国際警察の一員として登場。ウルトラビースト捜索の責任者としてハンサムと共にアローラ地方を訪れた。『エメラルド』から年月が経っていることもあり、一人称が「わたし」に変わり、容姿もより女性らしくなっている。10年ほど前にポニ島の磯で倒れていたところをハンサムとクチナシに助けられた。記憶喪失になっており経緯は不明だがウルトラホールを通ってきたらしく、その影響でウルトラビーストに狙われやすい体質になっている。その後国際警察になった彼女はウルトラビーストを殲滅ではなく保護するため今回の任務に志願。主人公に協力を要請した理由はウルトラビーストと戦った経験を買ったこともあるが、ハンサムとしては同時にウルトラホールを通過したことでリラと同じ体質になった主人公にウルトラビーストの関心を引きつけて負担を軽減する狙いもあったという（リラ本人には伝えていない）。イベント終了後はバトルツリーにも参戦する。
ウルトラビースト捜索任務のイベントでの戦闘時の手持ちはフーディン、ムウマージ、カビゴン、ボーマンダ、マニューラ。バトルツリーではムウマージ、ボーマンダ、マニューラに代わってライコウ、エンテイ、ラティオスが手持ちに加わり、フーディン、ラティオスのどちらかをメガシンカさせてくる場合がある。
ヒース
「戦術」を試されるバトルドームのブレーン「ドームスーパースター」。
特に愛用するポケモンはラグラージ。その他リザードン・ボーマンダ・メタグロスといったクールなポケモンや伝説のポケモン、ラティアスを使用する。勝利するとタクティクスシンボルをもらえる。
サンバのダンサーのような、派手な格好が特徴の男性。バトルドームの観客に大人気の「スーパースター」で、自分自身もスターであることに誇りを持っている。自信家でややナルシストな性格。登場時には必ず観客の前でやたらと長いパフォーマンスを披露する。
『オメガルビー・アルファサファイア』では登場しないが、ルチアがミクリの友人について語る際、その一人として「スーパースターっぽい人」を挙げている。
ウコン
ポケモンとの「絆」を試されるバトルパレスのブレーン「パレスガーディアン」。
特に愛用するポケモンはケッキング。クロバット・ラプラス・ウインディという人懐っこいポケモンや伝説のポケモン、スイクンも使用する。勝利するとスピリットシンボルをもらえる。
長い髭に、野生的な格好が特徴の老人。初対面時には威厳ある老人を演じているが、それは施設のイメージに合わせて行ったハッタリであり、本当は豪快で気さくな好々爺。施設の審判役の男からは、もっと威厳を出してほしいと言われている。バトルパレスのスタッフからは「主（あるじ）」と呼ばれており、自分のポケモンたちを「兄弟」と呼んでいる。
コゴミ
声 - 伊瀬茉莉也（ポケマス）
「闘志」が試されるバトルアリーナのブレーン「アリーナキャプテン」。
特に愛用するポケモンはブラッキー。その他にヘラクロス・ヌケニン・ゲンガー・キノガッサというタイプのバランスに合わせたポケモンを使用する。勝利するとガッツシンボルをもらえる。
カールした金髪に、祭り衣装のような格好が特徴の少女。施設のイメージに似合わず、軽いギャル系の性格で、口癖は「ウィーッス!」。相手の技や攻撃を封じる戦法を多用する。少々生意気な性格で、初対面では主人公のことを「弱そう」と言っていたが、次第に実力を認める。バトルアリーナのスタッフからは「大将」と呼ばれている。
ダツラ
声 - 増田俊樹（ポケマス）
「知識」が試されるバトルファクトリーのブレーン「ファクトリーヘッド」。
勝利するとノウレッジシンボルをもらえる。レンタルポケモンからランダムに選んで戦うが、ポケモンの能力が他のトレーナーよりも若干高い。
赤いキャスケットに、無精髭が特徴の筋肉質な男性。施設の雰囲気とは裏腹に、べらんめえ口調の豪快な性格で、知識とはただ覚えるだけでなく実際に体験することで初めて身につくものと考えている。バトルファクトリーのスタッフからは「所長」と呼ばれており、恐れられているようである。
アザミ
声 - 所河ひとみ（ポケマス）
「運」を試されるバトルチューブのブレーン「チューブクイーン」。
特に愛用するポケモンはハブネーク。その他ツボツボ・ミロカロス・ハガネール・ギャラドスといった蛇のような姿のポケモンを使ってくる。勝利するとラックシンボルをもらえる。
赤いメッシュの入った黒い長髪に、鋭い目つきが特徴の女性。ハブネークを連想させるへそ出し仕様の服を着用している。普段は寡黙だが気が強く、セリフはレディース系のそれを思わせる。花も嵐も踏み越えて生きてきたらしく、再戦時では荒々しい口調が全面的に出て来る。バトルチューブのスタッフからは「主（あるじ）」と呼ばれており、スタッフのメイドも怪しげな雰囲気を醸し出している。

ジンダイ
「勇気」を試されるバトルピラミッドのブレーン「ピラミッドキング」。
手持ち全てが伝説のポケモンであり（レジロック・レジアイス・レジスチル、再戦時ではフリーザー・サンダー・ファイヤー）である。勝利するとブレイブシンボルをもらえる。
冒険家のような格好をした男性。冒険が大好きで、若い頃には命懸けの冒険を繰り返していた。「勇気センサー」が口癖。非常に熱い性格で、勝負に勝っても負けても相手を激励する。バトルピラミッドの職員からは「隊長」と呼ばれている。
『オメガルビー・アルファサファイア』では本人こそ登場しないが、キンセツシティにいるテレビキンセツ局長にボルケニオンを手持ちに入れた状態で話しかけると、「ジンダイ探検隊シリーズ」という番組内のジンダイの発言を見ることができる。

### バトルシャトレーヌ
『オメガルビー・アルファサファイア』に登場。バトルリゾートのバトルハウスのオーナーの4姉妹。それぞれ異なるバトル形式を担当している。九州弁で話す。人物および使用ポケモンは『X・Y』と共通。
ラニュイ
四女。シングルバトル担当。
ルスワール
三女。ダブルバトル担当。
ラジュルネ
次女。トリプルバトル担当。
ルミタン
長女。ローテーションバトル担当。

## マグマ団
『ルビー・エメラルド』では、人とポケモンが発展する場所を増やすために陸を広げようとしている組織。『サファイア』では、アクア団の野望を阻止するために活動している組織。『オメガルビー・アルファサファイア』では、人類にとっての理想の世界を造るために陸を広げようとしている組織。
シンボルマークはマグマ団は山を模した「M」。マグマをイメージさせる赤いフード付きの衣装を着ており、フードには角のようなものが付いている。ドンメルやヤジロン（『エメラルド』のみ）といった陸のポケモンやドガース、ポチエナ、ズバット、およびそれらの進化系を使用する。アクア団とは対立関係にある。
マツブサ
声 - 佐々木誠二（ジェネレーションズ） / 中田譲治（ポケマス）
マグマ団のリーダー。マフィアのボスのような、赤髪のオールバックヘアが特徴の男性。
マグマ団が使用するポケモンの最終進化系（グラエナ・クロバット・バクーダ）を使用する。『オメガルビー・アルファサファイア』では最終的にマタドガスが加わり、さらにバクーダをメガシンカさせる。
陸地を増やし人とポケモンを発展させる、という思想の基に活動している。最終的に、おくりびやまから奪った珠の力でグラードンを目覚めさせることに成功するも、その直後にグラードンの力で発生した異常気象を目の当たりにしたことで、自然のバランスをむやみに変えてはならないと悟り、珠をおくりびやまに返して行方をくらませた。
『サファイア』ではアオギリの暴走を食い止めるためマグマ団を率い、主人公に協力を申し出る。
なお、マツブサの服に描かれたシンボルマークは、他の団員と異なり下部のΩのような部分の中に丸が描かれている（『オメガルビー・アルファサファイア』ではこの丸がないものが使われている）。
『オメガルビー・アルファサファイア』では容姿や服装が大幅に変わり、眼鏡をかけた知的な雰囲気になっている。縁にキーストーンが埋め込まれている「メガメガネ」という眼鏡を着用している。性格は理論的な面が強調されており、様々なことを数字を交えて表すのが口癖。また、主人公に対して、「キサマ（『オメガルビー』の場合終盤は「キミ」）」と呼ぶ。神経質な所もあり、目的を果たすためなら犠牲が出ても仕方ないと考える冷徹な思想の持ち主でもある。人類にとっての理想の世界を追い求めており、ポケモンとの共存を馬鹿げた理想だと考えている。
エピソードデルタ終結後は、己を見つめ直す修行としてバトルリゾートに通うようになり、『オメガルビー』ではバトルハウスのマルチバトルでパートナーを組み共闘することができる。
『ウルトラサン・ウルトラムーン』では『ルビー』の姿で登場。野望を達成した世界からエーテルパラダイスに転送され、レインボーロケット団の一員となっている。手持ちポケモンはグラエナ・クロバット・マタドガス・バクーダ・グラードン。
ホムラ
声 - 陶山章央（ジェネレーションズ）
マグマ団の男性幹部。他の団員とは服装がやや異なり、マントのようなものが付いている。「ウヒョヒョ」という特徴的な笑い方をする。
使用ポケモンはドンメル×2・ポチエナ。2戦目ではポチエナとドンメルの内1体が進化し、グラエナとバクーダが加わる。『エメラルド』では初戦からズバットも加わっている。
『エメラルド』ではトクサネシティの宇宙センターを襲撃し、マツブサとタッグを組んで主人公とダイゴにマルチバトルを仕掛けて来る。使用ポケモンはグラエナ・ゴルバット・バクーダ。他の幹部の中でも対戦の回数が多い。
『オメガルビー・アルファサファイア』では容姿や服装が大幅に変わり、ふくよかな体型の男性に様変わりしている。年齢は27歳。他の団員とは違いフードも被っていないが、独特の笑い方は健在。普段は細目だが、感情が高ぶると目つきが鋭くなる。マグマ団のトップの座を狙っているという噂があるが、面倒見の良さから下っ端たちからは慕われている。元デボンコーポレーションの社員で、対グラードンに特化した防護服「マグマスーツ」の開発者でもある。天気研究所で古代の異常気象情報を調査したことがきっかけで、マツブサの考えに疑問を抱くようになる。ゲンシグラードンの制御計画が失敗に終わった後は贖罪の道を歩もうとするマツブサに一生かけて付いていく宣言をし、再びマグマ団のサブリーダーとなる。
『オメガルビー・アルファサファイア』の体験版ではアクア団のウシオと利害一致で協力し、主人公とダイゴにダブルバトルを仕掛けて来る。使用ポケモンはバクーダ。ウシオとは漫才のような掛け合いをしており、見た目がマクノシタのようだと言われ激怒していた。
カガリ
声 - 福圓美里（ジェネレーションズ） / 茅原実里（ポケマス）
マグマ団の女性幹部。他の団員とは服装がやや異なり、スカートにスリットがある。ショートヘアが特徴。「オーッホッホ！」という特徴的な笑い方をする。
使用ポケモンはグラエナ・ドンメル。2戦目ではドンメルがバクーダに進化している。『エメラルド』には登場しない唯一の幹部である。
『オメガルビー・アルファサファイア』では服装や髪の色が変わっているものの、ショートヘアである点は変わっていない。元科学者で、マツブサに心酔している。一人称は「ボク」で、口数が少なく「オーッホッホ！」とは笑わない。頭脳明晰だが自分のことにさえ興味がない一方、興味を持ったことはとことん追いかける性格。マグマ団の前に立ち塞がる主人公に対しても、徐々に興味を持ち始める。ゲンシグラードンの制御計画が失敗に終わり、心酔していたマツブサの心境が変化したことで自暴自棄になり、隕石接近に乗じて世界を滅ぼそうとするが、主人公とダイゴ、ヒガナに阻止される。全てが終わった後はマツブサに大泣きしながら謝罪し、マグマ団に戻った。

## アクア団
『ルビー』では、マグマ団の野望を阻止するために活動している組織。『サファイア・エメラルド』では、ポケモンが誕生する場所を増やすために海を広げようとしている組織。『オメガルビー・アルファサファイア』では、ポケモンにとっての理想の世界を取り戻すために海を広げようとしている組織。
シンボルマークは海賊の骨を模した「A」（アクア団はイタリア語では「Team Idro」という名称だが、シンボルマークは他国同様Aがモチーフのものが使われている）。ストライプ柄のシャツにバンダナといった海賊を思わせる衣装を着ており、女性団員は赤い短髪とへそ出しスタイルが特徴的。なお、『オメガルビー・アルファサファイア』では、アクア団の肌の色が全員褐色になっており、髪が鼠色になっている。キバニアといった海のポケモンやベトベター、ポチエナ、ズバット、およびそれらの進化系を使用する。マグマ団とは対立関係にある。
アオギリ
声 - 小山力也（ジェネレーションズ） / 最上嗣生（ポケマス）
アクア団のリーダー。青いバンダナに口周りの髭と、海賊のようなワイルドな格好が特徴の男性。カイオーガを利用し、海を増やす目的を持っている。
アクア団が使用するポケモンの最終進化系（グラエナ・クロバット・サメハダー）を使用する。『オメガルビー・アルファサファイア』では最終的にベトベトンが加わり、さらにサメハダーをメガシンカさせてくる。
最終的に、おくりびやまから奪った珠の力でカイオーガを目覚めさせることに成功するも、その直後にカイオーガの力で発生した異常気象を目の当たりにしたことで、自然のバランスをむやみに変えてはならないと悟り、珠をおくりびやまに返して行方をくらませた。
『ルビー』ではマツブサの暴走を食い止めるためアクア団を率い、主人公に協力を申し出る。
『オメガルビー・アルファサファイア』では容姿や服装が大幅に変わり、浅黒い肌をしている。碇型のペンダントにキーストーンを埋め込んだ「メガイカリ」を首に下げている。口調も荒々しくなり豪快な面が強調され、主人公に対して「ガキンチョ」と呼ぶ。「ポケモンにとっての理想郷を築く」ことが目的で、部下たちからの信頼も厚い。一方、理想の追求のためなら、自分自身やアクア団がどうなってもかまわないと考える危険な思想を持っている。信頼した者に対する情は深く、エピソードデルタの最後ではウシオの暴走に対して、彼を精神的に追い詰めてしまった自分自身が許せないと号泣していた。後述のように、イズミは彼女の部屋に少年時代のアオギリとイズミがジラーチとともに写っている写真が置いてあるなど幼馴染と見られる描写があり、彼女への信頼は相当なものでカイオーガ復活を止めようとした際は少なからず衝撃を受けていた。
カイオーガのゲンシカイキによって人間の手によって汚れていない始まりの時代の世界へと戻すことを最終目的として、イズミからの制止を振りほどきカイオーガを目覚めさせたが、その力が自分の想像をはるかに上回っており、理想の実現とは全く違うものとなってしまうことに衝撃を受けるも、マツブサに促されてアクア団とマグマ団が協力して異常気象に巻き込まれた人々の救助に当たり、自身はイズミとマツブサと共にルネシティに向かった。事態収束後は、マツブサらマグマ団と和解するとともに「どちらかを主張するのではなく、お互いに歩み寄ること」の重要さを認識し、本当の意味での理想の世界実現のためアクア団を再編に乗り出す。マツブサと同様にエピソードデルタ終結後はバトルリゾートへ修行に通うようになり、『アルファサファイア』ではバトルハウスのマルチバトルでタッグを組むことができる。
一人称がゲームによって異なり、『ルビー・サファイア』『ウルトラサン・ウルトラムーン』では「わたし」、『エメラルド』では「おれ」、『オメガルビー・アルファサファイア』では「オレ」となっている。
『ウルトラサン・ウルトラムーン』では『サファイア』の姿で登場。野望を達成した世界からエーテルパラダイスに転送され、レインボーロケット団の幹部となっている。手持ちポケモンはグラエナ・クロバット・ベトベトン・サメハダー・カイオーガ。
ウシオ
声 - 稲田徹（ジェネレーションズ）
アクア団の男性幹部。筋肉質な体型で他の団員とは服装が異なり、上半身裸にジャケットを着た格好をしている。「ウヒョヒョ」という特徴的な笑い方をする。
使用ポケモンはキバニア×2・ポチエナ。2戦目ではポチエナとキバニアの内1体が進化し、グラエナとサメハダーが加わる。『エメラルド』ではグラエナとゴルバットを使用する。
『オメガルビー・アルファサファイア』では容姿や服装が大幅に変わり、坊主頭に浅黒い肌の長身で、胸にアクア団のシンボルマークが入っている。一人称は「オレッち」で、やや片言な話し方をする。「ウヒョヒョ」とは笑わない。過去にアオギリに助けられた恩があり、命の恩人として彼を「兄ィ」と呼び心から慕っている。アオギリの理想を自らの理想としており、それを実現するためならば命を投げ出してもかまわないと思っている。一方実力のある者に対しては敵でも褒める情に熱い面もある。カイオーガが目覚めた際は、アオギリたちの指示を受けて部下と共に異常気象に巻き込まれた人々の救助に当たった。だが『アルファサファイア』ではその後、アオギリが今までのアクア団の行いが間違っていたとしたことに衝撃を受けて暴走、エピソードデルタでは∞エナジーを搭載したロケットをメガストーンの力で爆発させ世界を壊滅させることで、最初のアクア団の目的である世界を始まりに返す計画を実行しようとしたが、主人公たちに阻止される。その後アオギリに謝罪に行くが、アオギリはウシオを追い詰めた自分の責任であると言うとともに新生アクア団についてきてほしいと頼まれて改めて彼に心服、双方が号泣しながら和解してアクア団に戻った。
『オメガルビー・アルファサファイア』の体験版ではマグマ団のホムラと利害一致で協力し、主人公とダイゴにダブルバトルを仕掛けて来る。使用ポケモンはサメハダー。ホムラとは漫才のような掛け合いをしており、アオギリへの執着心のあまり、彼から「危ない奴」と呟かれた。
イズミ
声 - 本田貴子（ジェネレーションズ）
アクア団の女性幹部。腰近くまであるパーマがかったロングヘアーと、女性したっぱよりも露出度が高いコスチュームが特徴。「オーッホッホ！」という特徴的な笑い方をする。
使用ポケモンはグラエナ・キバニア。2戦目ではキバニアがサメハダーに進化している。
『オメガルビー・アルファサファイア』では容姿や服装が大幅に変わり、浅黒い肌で青いメッシュの入った、黒髪のロングヘアーになっている。アクア団のブレーン的存在で、見た目通り口調が荒く人当たりも厳しいが、その知性や裏表のない態度などから、男女問わず団員内でファンが多いらしい。元々はデボンコーポレーションの研究者であり、その知識を基にカイオーガに接近するための特殊防護服「アクアスーツ」を開発していた。アオギリのことは上司というよりも志を共にする大切な同胞・仲間として見ており、普段は「アオギリさま」と様付けで呼んでいるが、大切な場面では「アオギリ」と呼び捨てで呼称しており、またアクア団のアジトの彼女の部屋にはアオギリと幼馴染であるとみられる写真が飾ってある。
アオギリのためを思い、彼の計画が本当に理想実現となるのか天気研究所にある古代の気象データを調べたところ、ゲンシカイオーガが現れたら世界を始まりに戻すどころか全ての生物が死に絶えてしまうだろう事実に愕然とし、最終的にはカイオーガを目覚めさせるアオギリを止めようとした。事態が収束した後はアオギリを「大バカ野郎」と言うものの、彼の仲間として本当の意味での理想の世界実現のため、引き続き彼と共にすることを心に決める。